# Base de données bibliographiques
Une base de données bibliographique est une interface de recherche informatisée dans laquelle sont indexées les notices bibliographiques de diverses catégories d'objets bibliographiques telles que des chapitres de livres et ouvrages de référence, des articles de revues savantes et scientifiques, des articles de journaux et magazines, des actes de congrès, des rapports, des publications gouvernementales et juridiques, etc.
Les bases de données bibliographiques sont le fruit de l'informatisation des index imprimés et du principe de repérage manuel. Cette conversion vers un système informatisé permet aujourd’hui de sauver énormément de temps lors d’une recherche. La documentation indexée dans la base de données bibliographique peut donc être repérée de manière plus efficace, car les contenus des notices y sont décortiqués en métadonnées telles que les titres, les auteurs, les résumés, le descripteur sujet, etc. Les notices bibliographiques structurées dans les bases de données bibliographiques sont plus précises qu’auparavant et permettent des recherches plus pointues. Le système permet de faire des requêtes à l'aide de mots-clefs ainsi que l'analyse des données (bibliométrie, etc.).
À ce jour, on compte un très grand nombre de bases de données bibliographique. Elles sont généralement spécialisées dans une discipline ou un domaine en particulier. Elles peuvent également avoir une portée plus générale ou couvrir un ensemble de disciplines connexes. Le texte intégral n’est pas toujours disponible dans une base de données bibliographique. Certaines d’entre elles sont accessibles gratuitement, mais la plupart sont payantes. Des institutions comme des universités ou des bibliothèques en font l’achat, souvent sous la forme d’un abonnement annuel.
Les bases de données bibliographiques permettent également d’effectuer des recherches plus exhaustives qu’avec l’entremise d’un catalogue de bibliothèque. Certains usagers pourraient confondre les deux, car parfois un index central présent dans un catalogue de bibliothèque permet d’étendre la recherche vers des sources qui ne sont pas disponibles à la bibliothèque. En effet, les catalogues de bibliothèques ne permettent généralement pas l’accès à des articles de revues et de journaux, mais plutôt des monographies complètes.

## Historique et terminologie
Anciennement, repérer des articles de périodiques n’était pas aussi rapide qu’aujourd’hui. En effet, la consultation des index imprimés et de leurs notices rudimentaires permettait de repérer la documentation répertoriée et disponible à certains points d’accès. Cette méthode a été utilisée durant plusieurs décennies et il existe encore des index papier, mais très peu.
Les bases de données bibliographiques, aussi appelées les bases de références bibliographiques commencent à s’instaurer avec l’informatisation de la documentation vers les années 1960. Depuis la Seconde Guerre, la documentation s’accumule et ne fait que croître. La recherche se développe dans divers milieux, et les revues scientifiques et professionnelles se multiplient.
Des techniques de traitement de l’information se mettent en place et se développent dans les années 1950 et 1960. Face à cette abondance d’information, les systèmes d’indexation manuels et mécanisés ne sont plus assez efficaces pour gérer le volume élevé de documentation. Les avancées technologiques et les recherches dans le domaine ont permis de développer des systèmes plus performants pour traiter et repérer l’information. Avec l’arrivée de la technologie des ordinateurs, les index papier commencent à migrer sous la forme digitale.
Dans les années 1960-1970, le terme banque de données est privilégié. Il désigne alors des bases, à l'époque fréquemment de références bibliographiques, relatives « à un domaine défini de connaissances et organisé[ées] pour être offert aux consultations d'utilisateurs »,. Ce terme permettait de distinguer ces systèmes documentaires des logiciels eux-mêmes ou systèmes de gestion de base de données (SGBD).
Les bases de données bibliographiques évoluent, en particulier depuis les années 2000, selon deux axes qui peuvent se combiner :
- soit en bibliothèques numériques en intégrant ou associant les ressources sur support numérique, se rapprochant ainsi fonctionnellement des systèmes de gestion électronique de documents mis en place dans les organismes dès les années 1970-1980 ou dans des secteurs spécialisés, comme le droit[10] ;
- soit en convergeant vers des bases de données non-bibliographiques en particulier des bases contenant des données (scientifiques, économiques…) pour créer des plateformes élaborées[11], comme celle proposée par les Chemical Abstracts Service intégrant des bases de données chimiques ou « Entrez » dans le monde médical.

## Caractéristiques

### Structure des données
Le terme base de données utilisé ici doit être compris avec précaution. En effet, il s'agit plutôt d'une collection de données ou de notices bibliographiques. Cette structure apparemment simple peut cacher des facteurs de complexité.
La structure des enregistrements peut être relativement élémentaire (simple collection de champs), plus complexe avec des formats MARC (ou conformes à la norme ISO 2709), et maintenant d'une structure quelconque avec XML.
Par rapport aux bases de données relationnelles, un facteur de complexité vient de l'impossibilité de figer la taille des données. Pratiquement tous les champs sont de longueur variable avec des facteurs de répétition pouvant devenir très importants. Par exemple, un nom d'auteur fait en moyenne moins de 10 caractères, mais on trouve des auteurs de plus de 100 caractères. Un article scientifique possède en moyenne 2 ou 3 auteurs mais on peut trouver des articles de physique avec 500 auteurs.

### Indexation et référentiels
De nombreuses bases de données bibliographiques contiennent des informations décrivant le contenu à l'aide d'une liste de termes d'indexation ou mots-clés. Ces mots-clés appartiennent souvent à des référentiels terminologiques dont la nature est variable : simple liste de mots contrôlés, plan de classement, thésaurus documentaire ou ontologie.
Les bases de données bibliographiques avec du vocabulaire contrôlé ont donc un thésaurus qui lui sont associées. Le vocabulaire contrôlé permet d’être plus spécifique dans la recherche, car on évite les problématiques de polysémie et les ambiguïtés dans les termes de recherche. D’autres bases de données sont plutôt indexées avec du langage naturel, ce qui fait qu’elles n’ont pas toutes un thésaurus qui lui sont associées.
Outre l'indexation, de nombreuses données peuvent se référer à des référentiels spécialisés, comme les titres de périodique ou les affiliations.
Enfin certaines bases codifient également les références de la bibliographie des articles traités, comme le Science Citation Index, et la base bibliographique devient alors son propre référentiel.

### Thématique et couverture
Les bases bibliographiques sont également définies en fonction des thématiques choisies. Elles peuvent influencer considérablement la structure de la base (par exemple, en sciences de la vie la codification des gènes).
Une base se définit également par sa couverture, ou plus précisément la façon dont la base est constituée. Dans bien des cas (Medline, Pascal) la couverture est définie par un ensemble de revues qui sont systématiquement dépouillées. Un grand nombre de bases de données recensent des articles scientifiques de plusieurs endroits dans le monde, ce qui permet d’avoir une diversité dans les recherches.

### Utilisation et complexité
Le repérage d’information par l’entremise des bases de données bibliographiques peut s’effectuer de plus en plus sans un intermédiaire expert en raison de l’évolution technologique et la facilité d’accès aux outils par rapport à avant.
Cependant, certaines bases de données sont plus complexes que d’autres et l’usager peut avoir besoin de l’aide d’un ou d’une bibliothécaire pour appliquer les meilleures stratégies afin d’optimiser sa recherche quant à l’utilisation de ces outils et du langage d’interrogation spécifique.
Les spécialistes de l’information peuvent donc venir en aide aux utilisateurs moins expérimentés et servir de pont entre chercheurs et les bases de données. Les bibliothécaires peuvent guider l’utilisateur vers la ou les bonnes bases de données à interroger pour son besoin d’information, ainsi que les étapes afin de bien repêcher la documentation souhaitée.

## Exemples
- Chemical Abstracts — Articles scientifiques en chimie — Origine américaine, Chemical Abstracts Service (CAS).
- CINAHL - base de données en sciences infirmières paramédicales - Origine canadienne, Université de Montréal - bilingue
- Francis — Articles scientifiques en sciences humaines et sociales — Origine française (CNRS, INIST) — résumés en français — indexation bilingue (français, anglais) (la base Francis n'est plus mise à jour).
- Google Scholar — Moteur de recherche généraliste - Origine société Google, États-Unis.
- Index Theologicus — Théologie et Sciences des Religions — Origine allemande (Bibliothèque de l'Université de Tübingen).
- Medline — Base de donnéess en Science de la vie et médecine — Origine administration américaine (National Library of Medecine) - interface bilingue PubMed.
- Open Library — Catalogue collectif du projet Internet Archive.
- Pascal — Science Technique et Médecine — Origine française (CNRS, INIST) — indexation bilingue (français, anglais) (la base Pascal n'est plus mise à jour).
- Urbamet — Base de données bibliographiques — origine association Urbamet, France — Principale base de données française sur l'urbanisme, l'aménagement du territoire, les villes, l'habitat et le logement, l'architecture, les équipements collectifs, les transports, les collectivités locales, etc. qui rassemble et diffuse la mémoire de l’aménagement, de l’urbanisme et de l’habitat.
- SantéPsy — Base de données bibliographiques — origine Ascodocpsy — principale base de données française sur la psychiatrie et la santé mentale.
- WorldCat — Catalogue collectif OPAC (monographies et périodiques) — Origine OCLC (États-Unis) — parfois citée comme la plus grande base bibliographique mondiale.